# Отто Бюхлер
Отто Бюхлер (нім. Otto Bühler, 1909 — 15 квітня 1951) — швейцарський футболіст, що грав на позиції захисника за клуб «Люцерн».

## Клубна кар'єра
Багато років грав за швейцарську команду «Люцерн». Виступав у цьому клубі щонайменше з сезону 1930/31. Грав, як мінімум, до 1943 року. У швейцарській національній лізі зіграв за «Люцерн» 109 матчів і забив 5 голів.

## Виступи за збірну
Був присутній в заявці збірної на чемпіонаті світу 1934 року в Італії, але на поле не виходив.